# Tréfumel
Tréfumel é uma comuna francesa na região administrativa da Bretanha, no departamento Côtes-d'Armor. Estende-se por uma área de 5,82 km². Em 2010 a comuna tinha 274 habitantes (densidade: 47,1 hab./km²).